# Žralok velkoústý
Žralok velkoústý (Megachasma pelagios) druh žraloka z čeledi velkotlamovití. Byl objevený v roce 1976. Od té doby bylo uloveno 5 jedinců a jeden dokonce živý na pobřeží Kalifornie v roce 1990. Vědci dali tomuto žralokovi radiovysílač, který umožňoval sledovat jeho pohyb. Živí se krunýřovkami a drobnými plovoucími korýši. Po západu slunce vystupuje z hloubky asi do 12 m, kam se na noc stěhuje i jeho potrava. Dosahuje délky až 5 metrů a hmotnosti 680 kg.

## Velká ústa
Žralok velkoústý je paryba s metr širokou tlamou (se světélkujícími orgány na pyscích), do které nabírá kril. Tento žralok má mimikry podobné útvaru z kamene.